# Canton de Flayosc
Le canton de Flayosc est une circonscription électorale française située dans le département du Var et la région Provence-Alpes-Côte d'Azur.

## Histoire
Un nouveau découpage territorial du Var entre en vigueur à l'occasion des premières élections départementales suivant le décret du 27 février 2014. Les conseillers départementaux sont, à compter de ces élections, élus au scrutin majoritaire binominal mixte. Les électeurs de chaque canton élisent au Conseil départemental, nouvelle appellation du Conseil général, deux membres de sexe différent, qui se présentent en binôme de candidats. Les conseillers départementaux sont élus pour 6 ans au scrutin binominal majoritaire à deux tours, l'accès au second tour nécessitant 12,5 % des inscrits au 1er tour. En outre la totalité des conseillers départementaux est renouvelée. Ce nouveau mode de scrutin nécessite un redécoupage des cantons dont le nombre est divisé par deux avec arrondi à l'unité impaire supérieure si ce nombre n'est pas entier impair, assorti de conditions de seuils minimaux. Dans le Var, le nombre de cantons passe ainsi de 43 à 23.
Le canton de Flayosc est formé de communes des anciens cantons d'Aups (6 communes), de Draguignan (3 communes), de Tavernes (7 communes), de Comps-sur-Artuby (9 communes), de Callas (6 communes) et de Salernes (3 communes). Avec ce redécoupage administratif, le territoire du canton s'affranchit des limites d'arrondissements, avec 14 communes incluses dans l'arrondissement de Brignoles et 20 dans l'arrondissement de Draguignan. Le bureau centralisateur est situé à Flayosc.

## Représentation
| Période élective | Période élective | Mandat | Mandat   | Identité              | Nuance | Nuance | Qualité |
| ---------------- | ---------------- | ------ | -------- | --------------------- | ------ | ------ | --- |
| 2015             | 2021             | 2015   | 2021     | Nathalie Perez Leroux |        | DVD    | Artisan peintre décorateur, Maire de La Roque-Esclapon                                                                                        |
| 2015             | 2021             | 2015   | 2021     | Louis Reynier         |        | LR     | Commerçant retraité, maire de Montmeyan (2001-) Ancien conseiller général du Canton de Tavernes (2011-2015) 1er Vice-président du Département |
| 2021             | 2028             | 2021   | en cours | Nathalie Perez Leroux |        | DVD    | Conseillère sortante |
| 2021             | 2028             | 2021   | en cours | Louis Reynier         |        | LR     | Conseiller sortant |

### Résultats détaillés

#### Élections de mars 2015
À l'issue du 1er tour des élections départementales de 2015, deux binômes sont en ballottage : David Artel et Stéphanie Mouriez (FN, 41,26 %) et Nathalie Perez Leroux et Louis Reynier (Union de la Droite, 28,75 %). Le taux de participation est de 52,9 % (13 906 votants sur 26 288 inscrits) contre 49,77 % au niveau départemental et 50,17 % au niveau national.
Au second tour, Nathalie Perez Leroux et Louis Reynier (Union de la Droite) sont élus avec 52,98 % des suffrages exprimés et un taux de participation de 54,97 % (6 926 voix pour 14 451 votants et 26 287 inscrits).

#### Élections de juin 2021
Le premier tour des élections départementales de 2021 est marqué par un très faible taux de participation (33,26 % au niveau national). Dans le canton de Flayosc, ce taux de participation est de 36,12 % (9 808 votants sur 27 156 inscrits) contre 33,03 % au niveau départemental. À l'issue de ce premier tour, deux binômes sont en ballottage : Nathalie Perez Leroux et Louis Reynier (DVD, 43,44 %) et Oceane Folcher et Éric Pélerin (RN, 39,02 %).
Le second tour des élections est marqué une nouvelle fois par une abstention massive équivalente au premier tour. Les taux de participation sont de 34,36 % au niveau national, 36,4 % dans le département et 37,93 % dans le canton de Flayosc. Nathalie Perez Leroux et Louis Reynier (DVD) sont élus avec 57,62 % des suffrages exprimés (5 572 voix pour 10 309 votants et 27 177 inscrits),,.

## Composition
Le canton de Flayosc comprend trente-quatre communes entières.
| Nom                             | Code Insee | Intercommunalité                          | Superficie (km2) | Population (dernière pop. légale) | Densité (hab./km2) | Modifier                                    |
| ------------------------------- | ---------- | ----------------------------------------- | ---------------- | --------------------------------- | ------------------ | ------------------------------------------- |
| Flayosc (bureau centralisateur) | 83058      | CA Dracénie Provence Verdon agglomération | 45,95            | 4 514 (2022)                      | 98                 | modifier les données · modifier les données |
| Aiguines                        | 83002      | CC Lacs et Gorges du Verdon               | 114,33           | 272 (2022)                        | 2,4                | modifier les données · modifier les données |
| Ampus                           | 83003      | CA Dracénie Provence Verdon agglomération | 82,77            | 894 (2022)                        | 11                 | modifier les données · modifier les données |
| Artignosc-sur-Verdon            | 83005      | CC Lacs et Gorges du Verdon               | 18,53            | 278 (2022)                        | 15                 | modifier les données · modifier les données |
| Aups                            | 83007      | CC Lacs et Gorges du Verdon               | 64,15            | 2 254 (2022)                      | 35                 | modifier les données · modifier les données |
| Bargème                         | 83010      | CA Dracénie Provence Verdon agglomération | 27,95            | 214 (2022)                        | 7,7                | modifier les données · modifier les données |
| Bargemon                        | 83011      | CA Dracénie Provence Verdon agglomération | 35,14            | 1 434 (2022)                      | 41                 | modifier les données · modifier les données |
| La Bastide                      | 83013      | CA Dracénie Provence Verdon agglomération | 11,76            | 215 (2022)                        | 18                 | modifier les données · modifier les données |
| Baudinard-sur-Verdon            | 83014      | CC Lacs et Gorges du Verdon               | 21,97            | 237 (2022)                        | 11                 | modifier les données · modifier les données |
| Bauduen                         | 83015      | CC Lacs et Gorges du Verdon               | 47,45            | 318 (2022)                        | 6,7                | modifier les données · modifier les données |
| Le Bourguet                     | 83020      | CC Lacs et Gorges du Verdon               | 25,39            | 47 (2022)                         | 1,9                | modifier les données · modifier les données |
| Brenon                          | 83022      | CC Lacs et Gorges du Verdon               | 5,59             | 21 (2022)                         | 3,8                | modifier les données · modifier les données |
| Callas                          | 83028      | CA Dracénie Provence Verdon agglomération | 49,26            | 2 069 (2022)                      | 42                 | modifier les données · modifier les données |
| Châteaudouble                   | 83038      | CA Dracénie Provence Verdon agglomération | 40,91            | 476 (2022)                        | 12                 | modifier les données · modifier les données |
| Châteauvieux                    | 83040      | CC Lacs et Gorges du Verdon               | 14,97            | 73 (2022)                         | 4,9                | modifier les données · modifier les données |
| Claviers                        | 83041      | CA Dracénie Provence Verdon agglomération | 15,90            | 720 (2022)                        | 45                 | modifier les données · modifier les données |
| Comps-sur-Artuby                | 83044      | CA Dracénie Provence Verdon agglomération | 63,49            | 346 (2022)                        | 5,4                | modifier les données · modifier les données |
| Figanières                      | 83056      | CA Dracénie Provence Verdon agglomération | 28,17            | 2 683 (2022)                      | 95                 | modifier les données · modifier les données |
| Fox-Amphoux                     | 83060      | CC Provence Verdon                        | 40,76            | 501 (2022)                        | 12                 | modifier les données · modifier les données |
| La Martre                       | 83074      | CC Lacs et Gorges du Verdon               | 20,37            | 221 (2022)                        | 11                 | modifier les données · modifier les données |
| Moissac-Bellevue                | 83078      | CC Lacs et Gorges du Verdon               | 20,59            | 309 (2022)                        | 15                 | modifier les données · modifier les données |
| Montferrat                      | 83082      | CA Dracénie Provence Verdon agglomération | 34,01            | 1 720 (2022)                      | 51                 | modifier les données · modifier les données |
| Montmeyan                       | 83084      | CC Provence Verdon                        | 39,43            | 595 (2022)                        | 15                 | modifier les données · modifier les données |
| La Motte                        | 83085      | CA Dracénie Provence Verdon agglomération | 28,12            | 3 050 (2022)                      | 108                | modifier les données · modifier les données |
| Régusse                         | 83102      | CC Lacs et Gorges du Verdon               | 35,30            | 2 403 (2022)                      | 68                 | modifier les données · modifier les données |
| La Roque-Esclapon               | 83109      | CA Dracénie Provence Verdon agglomération | 26,98            | 253 (2022)                        | 9,4                | modifier les données · modifier les données |
| Salernes                        | 83121      | CA Dracénie Provence Verdon agglomération | 39,30            | 3 812 (2022)                      | 97                 | modifier les données · modifier les données |
| Les Salles-sur-Verdon           | 83122      | CC Lacs et Gorges du Verdon               | 4,97             | 235 (2022)                        | 47                 | modifier les données · modifier les données |
| Sillans-la-Cascade              | 83128      | CA Dracénie Provence Verdon agglomération | 20,17            | 783 (2022)                        | 39                 | modifier les données · modifier les données |
| Tavernes                        | 83135      | CC Provence Verdon                        | 31,15            | 1 444 (2022)                      | 46                 | modifier les données · modifier les données |
| Tourtour                        | 83139      | CC Lacs et Gorges du Verdon               | 28,69            | 583 (2022)                        | 20                 | modifier les données · modifier les données |
| Trigance                        | 83142      | CC Lacs et Gorges du Verdon               | 60,60            | 221 (2022)                        | 3,6                | modifier les données · modifier les données |
| Vérignon                        | 83147      | CC Lacs et Gorges du Verdon               | 36,90            | 8 (2022)                          | 0,22               | modifier les données · modifier les données |
| Villecroze                      | 83149      | CC Lacs et Gorges du Verdon               | 20,68            | 1 504 (2022)                      | 73                 | modifier les données · modifier les données |
| Canton de Flayosc               | 8304       |                                           | 1 201,70         | 34 707 (2022)                     | 29                 | modifier les données                        |

## Démographie
En 2022, le canton comptait 34 707 habitants, en évolution de +2,47 % par rapport à 2016 (Var : +4,98 %, France hors Mayotte : +2,11 %).
| 2013   | 2018   | 2022   |
| ------ | ------ | ------ |
| 33 457 | 33 812 | 34 707 |